# Leopold Sulerzhitski
 Leopold Antónovich Sulerzhitski (del ruso: Леопольд Антонович Сулержицкий) (Zhytómyr,27 de septiembre de 1872-Moscú, 30 de diciembre de 1916) fue un pintor, pedagogo, actor y director teatral ruso de ascendencia polaca miembro del Teatro de Arte de Moscú. Desarrolló con Konstantín Stanislavski su famoso método sobre todo introduciendo el yoga.
Nació en Zhytómyr, en la actual Ucrania y estudió artes visuales en Kiev donde de estudiante ayudó a decorar la Catedral de San Vladímir.
En 1890 entró en la Academia Estatal de Arte e Industria Stróganov de Moscú, pero la dejó cuatro años después por sus "escapadas antigubernamentales." 
Tatiana Sujotiná-Tolstaya (Tatiana Sukhotina-Tolstaya), hija de León Tolstói, una de sus compañeras de clase, lo presentó a su padre, cuyas ideas le interesaron mucho, siendo un gran seguidor del Movimiento tolstoyano. 
Sus restos descansan en el Cementerio Novodévichi.